# Els Coforns
Els Coforns és una muntanya de 1.259 metres que es troba al municipi de Ribes de Freser, a la comarca del Ripollès.